# Samir Məmmədov
Samir Məmmədov (bzw. Mammadow; * 15. Mai 1988 in Baku) ist ein ehemaliger aserbaidschanischer Boxer. 

## Werdegang
Məmmədov war jeweils Gewinner der Kadetten-Weltmeisterschaft 2003 in Bukarest, der Kadetten-Europameisterschaft 2004 in Saratow und der Junioren-Europameisterschaft 2005 in Tallinn. Bei der Weltmeisterschaft 2005 in Mianyang verlor er im Achtelfinale gegen Juan Payano.
2006 erreichte er unter anderem mit Siegen gegen Vincenzo Picardi und Jérôme Thomas das Finale der Europameisterschaft in Plowdiw, wo er beim Kampf um die Goldmedaille gegen Georgi Balakschin unterlag. Bei der Weltmeisterschaft 2007 in Chicago gewann er beide Vorrundenkämpfe, sowie im Achtelfinale gegen Anwar Junussow und im Viertelfinale gegen McWilliams Arroyo, ehe er im Halbfinale gegen Rau’Shee Warren mit einer Bronzemedaille ausschied. Mit diesem Erfolg hatte er sich für die Olympischen Spiele 2008 in Peking qualifiziert, wo er im Achtelfinale gegen Somjit Jongjohor unterlag und einen neunten Platz erreichte. Danach nahm er noch an der Europameisterschaft 2008 in Liverpool teil und verlor ebenfalls im Achtelfinale gegen Ryan Lindberg.